# Hydriomena testaceata
Hydriomena testaceata är en fjärilsart som beskrevs av Louis Beethoven Prout 1897. Hydriomena testaceata ingår i släktet Hydriomena och familjen mätare. Inga underarter finns listade i Catalogue of Life.